# Premi d'Honor de les Lletres Catalanes
De Premi d'Honor de les Lletres Catalanes (Catalaans) of Ereprijs der Catalaanse Letteren is een hoge Catalaanse literaire onderscheiding toegekend door Òmnium Cultural sedert 1969. Met deze prijs wordt een persoon bekroond van wie het oeuvre in het Catalaans geschreven is, die hoge wetenschappelijke of literaire waarde heeft en die bijgedragen heeft aan het cultuurleven in de Catalaanse landen.
De prijs waaraan ook een dotatie van 30.000 euro verbonden is, wordt jaarlijks aan één persoon toegekend. De jury bestaat uit negen representatieve personen uit het cultuurleven. Om de twee jaar worden drie leden vervangen, op voordracht van de directie en de consultatieve organen van Òmnium Cultural. De prestigieuze prijs wordt elk jaar in de maand juni, tijdens een plechtigheid in het Palau de la Música Catalana in Barcelona in aanwezigheid van vele prominenten uitgereikt.
Sedert 1994 krijgt de prijswinnaar of -winnares naast de geldsom ook nog een ereteken dat de beeldhouwer Ernest Altés heeft ontworpen. In 2006 werd het ontwerp iets gemoderniseerd, met vier ijzeren staven, symbool van de Catalaanse vlag, gemonteerd op een kei afkomstig uit een rivier uit de streek: de Segre (2006), de Ter (2007), de Llobregat (2008), de Francolí (2009), de Pamano (2010), de Mussara (2011), 

## Bekroonde personen[3]
- 1969 – Jordi Rubió i Balaguer (1887-1982). Geschiedkundige, hoogleraar en boekenkenner.
- 1970 – Joan Oliver i Sallarès (Pere Quart; 1899-1986). Dichter en dramaturg.
- 1971 – Francesc de Borja Moll i Casasnovas (1903-1991). Taalkundige en uitgever.
- 1972 – Salvador Espriu i Castelló (1913-1985). Schrijver, dichter en dramaturg.
- 1973 – Josep Vicenç Foix i Mas (1893-1986). Schrijver, dichter en journalist.
- 1974 – Manuel Sanchis i Guarner (1911-1981). Taal- en geschiedkundige.
- 1975 – Joan Fuster i Ortells (1922-1992). Essayist en dichter.
- 1976 – Pau Vila i Dinarès (1881-1980). Aardrijkskundige en pedagoog.
- 1977 – Miquel Tarradell i Mateu (1920-1995). Archeoloog en geschiedkundige.
- 1978 – Vicent Andrés Estellés (1924-1993). Schrijver, dichter en journalist.
- 1979 – Manuel de Pedrolo i Molina (1918-1990). Schrijver.
- 1980 – Mercè Rodoreda i Gurguí (1908-1983). (Toneel)schrijver en dichter.
- 1981 – Josep Maria de Casacuberta i Roger (1897-1985). Taal- en geschiedkundige, uitgever.
- 1982 – Josep M. Llompart i de la Peña (1925-1993). Dichter, essayist en vertaler.
- 1983 – Ramon Aramon i Serra (1907-2000). Taalkundige.
- 1984 – Joan Coromines i Vigneaux (1905-1997). Taalkundige.
- 1985 – Marià Manent i Cisa (1898-1988). Dichter, schrijver, literair criticus en vertaler.
- 1986 – Pere Calders i Rossinyol (1912-1994). Schrijver en tekenaar.
- 1987 – Enric Valor i Vives (1911-2000). Taalkundig en schrijver.
- 1988 – Xavier Benguerel i Llobet (1905-1990). Dichter, (toneel)schrijver en vertaler.
- 1989 – Marià Villangómez i Llobet (1913-2002). Dichter en vertaler.
- 1990 – Miquel Batllori i Munné (1909-2003). Geschiedkundige.
- 1991 – Miquel Martí i Pol (1929-2003). Dichter en vertaler.
- 1992 – Joan Triadú i Font (1921-2010). Pedagoog, dichter en literair criticus.
- 1993 – Tomàs Garcés i Miravet (1901-1993). Dichter.
- 1994 – Jordi Sarsanedas i Vives (1924-2006). Dichter en prozaschrijver.
- 1995 – Antoni Cayrol (Jordi-Pere Cerdà; 1920-2011). Dichter, (toneel)schrijver.
- 1996 – Josep Benet i Morell (1920-2008). Geschiedkundige en uitgever.
- 1997 – Avel·lí Artís i Gener (Tísner; 1912-2000). Schrijver en journalist.
- 1998 – Joaquim Molas i Batllori (1930). Geschiedkundige en literair criticus.
- 1999 – Josep Palau i Fabre (1917-2008). Dichter, schrijver en kunstcriticus.
- 2000 – Josep Vallverdú i Aixalà (1923). Dichter, (toneel)schrijver, taalkundige en pedagoog.
- 2001 – Teresa Pàmies i Bertran (1919-2012). Prozaschrijver.
- 2002 – Josep Maria Espinàs i Massip (1927). Prozaschrijver, journalist en uitgever.
- 2003 – Antoni Maria Badia i Margarit (1920-2014). Taalkundige.
- 2004 – Joan Francesc Mira i Casterà (1939). Prozaschrijver, vertaler, antropoloog en socioloog.
- 2005 – Feliu Formosa i Torres (1934). Dichter, vertaler, toneelschrijver.
- 2006 – Josep Termes i Ardèvol (1936-2011). Geschiedkundige.
- 2007 – Baltasar Porcel i Pujol (1937-2009). Journalist, (toneel)schrijver, criticus.
- 2008 – Montserrat Abelló i Soler (1918-2014). Dichteres en vertaalster.
- 2009 – Joan Solà i Cortassa (1940-2010). Taalkundige.
- 2010 – Jaume Cabré i Fabré (1947). Prozaschrijver, toneelregisseur, dramaturg.
- 2011 – Albert Manent i Segimon (1930-2014). Filoloog, geschiedkundige, schrijver.
- 2012 – Josep Massot i Muntaner (1941). Filoloog, geschiedkundige en uitgever.
- 2013 – Josep Maria Benet i Jornet (1940). Dramaturg en scenarioschrijver.[4]
- 2014 – Ramon Pelegero i Sanchis (Raimon; 1940). Dichter en zanger.[5]
- 2015 - Joan Veny i Clar (1932). Taalkundige en filoloog.[6]
- 2016 - Maria Antònia Oliver i Cabrer (1946). Schrijver en vertaler.
- 2017 - Isabel-Clara Simó (1943). Schrijver, journalist en toneelschrijver.
- 2018 - Quim Monzó (1952), schrijver
- 2019 - Marta Pessarrodona (1941), prozaschrijver